# Olympische Sommerspiele 2008/Teilnehmer (Spanien)
| Gelbes Symbol für Goldmedaillen mit stilisierten Olympischen Ringen | Graues Symbol für Silbermedaillen mit stilisierten Olympischen Ringen | Braundes Symbol für Bronzemedaillen mit stilisierten Olympischen Ringen |
| ------------------------------------------------------------------- | --------------------------------------------------------------------- | ----------------------------------------------------------------------- |
| 5                                                                   | 11                                                                    | 3                                                                       |

Spanien nahm 2008 in Peking zum 21. Mal an Olympischen Sommerspielen teil. Die spanische Delegation bestand aus 287 Sportlern (164 Männer und 123 Frauen), die in 25 der 28 erkannten Sportarten der IOC kämpften. Fahnenträger in der Eröffnungszeremonie war der Kanute David Cal, 2-facher Medaillengewinner bei den Olympischen Spielen in Athen 2004.

## Medaillengewinner
| Athlet | Sport             | Wettkampf               | Datum  |
| --- | ----------------- | ----------------------- | ------ |
| Gold |                   |                         |        |
| Samuel Sánchez | Radsport          | Straßenrennen           | 09.08. |
| Joan Llaneras | Radsport          | Punktefahren            | 16.08. |
| Rafael Nadal | Tennis            | Männer-Einzel           | 17.08. |
| Antón Paz Fernando Echávarri | Segeln            | Tornado                 | 21.08. |
| Saúl Craviotto, Carlos Pérez | Kanu              | Männer K-2 500 Meter    | 22.08. |
| Silber |                   |                         |        |
| Virginia Ruano Pascual Anabel Medina Garrigues | Tennis            | Frauen-Doppel           | 17.08. |
| Iker Martínez Xabier Fernández | Segeln            | 49er                    | 17.08. |
| Gervasio Deferr | Turnen            | Boden                   | 17.08. |
| Joan Llaneras Antonio Tauler | Radsport          | Madison                 | 19.08. |
| Andrea Fuentes Gemma Mengual | Synchronschwimmen | Duett                   | 20.08. |
| David Cal | Kanusport         | C1 1000 m               | 22.08. |
| David Cal | Kanusport         | Männer C-1 500 Meter    |        |
| Alba María Cabello, Raquel Corral, Andrea Fuentes, Gemma Mengual, Thaïs Henríquez, Laura López, Gisela Morón, Irina Rodríguez, Paola Tirados                                                                                                  | Synchronschwimmen | Frauen Mannschaft       |        |
| Quico Cortés, Santi Freixa, Franc Dinares, Kiko Fábregas, Víctor Sojo, Àlex Fábregas, Pablo Amat, Eduardo Tubau, Roc Oliva, Juan Fernández, Ramón Alegre, Xavier Ribas, Albert Sala, Rodrigo Garza, Sergi Enrique, Eduard Arbos, David Alegre | Hockey            | Männer Mannschaft       |        |
| Pau Gasol, Rudy Fernández, Ricky Rubio, Juan Carlos Navarro, José Calderón, Felipe Reyes, Carlos Jiménez, Raül López, Berni Rodríguez, Marc Gasol, Álex Mumbrú, Jorge Garbajosa                                                               | Basketball        | Männer Mannschaft       |        |
| Lidia Valentín | Gewichtheben      | Frauen Klasse bis 75 kg |        |
| Bronze |                   |                         |        |
| José Luis Abajo | Fechten           | Degen Einzel            | 10.08. |
| Leire Olaberria | Radsport          | Punktefahren            | 18.08. |
| José Javier Hombrados, Alberto Entrerríos, Albert Rocas, Raúl Entrerríos, Rubén Garabaya, Carlos Prieto, Ion Belaustegui, Demetrio Lozano, David Davis, David Barrufet, Juanín García, Iker Romero, Cristian Malmagro, Víctor Tomás           | Handball          | Mannschaft              |        |

## Badminton
- Pablo Abián
Männer, Einzel
- Yoana Martínez
Frauen, Einzel

## Basketball
Männer (Silber )
- Pau Gasol
- Rudy Fernández
- Ricky Rubio
- Juan Carlos Navarro
- José Calderón
- Felipe Reyes
- Carlos Jiménez (C)
- Raül López
- Berni Rodríguez
- Marc Gasol
- Álex Mumbrú
- Jorge Garbajosa

Frauen (Viertelfinale)
- Laura Nicholls González
- Cindy-Orquidea Lima
- Tamara Abalde
- Isabel Sánchez
- Maria-Lucia Pascua
- Laia Palau
- Elisa Aguilar
- Nuria Martínez
- Anna Montañana
- Amaya Valdemoro (C)
- Maria Revuelto
- Alba Torrens

## Beachvolleyball
- Pablo Herrera Allepuz und Raúl Mesa

## Bogenschießen
- Daniel Morillo
Einzel

## Boxen
- Kelvin de la Nieve
Klasse bis 48 kg

## Fechten
Männer
- José Luis Abajo
Degen Einzel (Bronze )
- Javier Menéndez
Florett Einzel
- Jaime Martí
Säbel Einzel
- Jorge Pina
Säbel Einzel

Frauen
- Araceli Navarro
Säbel Einzel

## Gewichtheben
Männer
- Jose Juan Navarro
Klasse bis 94 kg

Frauen
- Lidia Valentín
Klasse bis 75 kg

## Handball
Männer (Bronze )
- Albert Rocas
- Alberto Entrerríos
- Carlos Prieto
- Cristian Malmagro
- David Barrufet
- David Davies
- Demetrio Lozano
- Iker Romero
- Ion Belaustegui
- José Javier Hombrados
- Juanín García
- Raúl Entrerríos
- Rubén Garabaya
- Víctor Tomás

## Hockey
Männer
- David Alegre
- Ramón Alegre
- Pol Amat
- Eduard Arbós
- Quico Cortés
- Sergi Enrique
- Àlex Fábregas
- Kiko Fábregas
- Juan Fernández
- Santiago Freixa
- Rodrigo Garza
- Roc Oliva
- Xavier Ribas
- Albert Sala
- Víctor Manuel Sojo
- Eduard Tubau

Frauen
- Silvia Bonastre
- Nuria Camón
- Gloria Comerma
- Montserrat Cruz
- Marta Ejarque
- Raquel Huertas
- María López
- Bárbara Malda
- Julia Menéndez
- Silvia Muñoz
- Georgina Oliva
- María Romagosa
- Chus Rosa
- Pilar Sánchez
- Esther Termens
- Rocío Ybarra

## Judo
Männer
- Óscar Peñas
Klasse bis 66 kg
- David Alarza
Klasse bis 90 kg

Frauen
- Ana Carrascosa
Klasse bis 52 kg
- Isabel Fernández
Klasse bis 57 kg
- Leire Iglesias
Klasse bis 70 kg
- Esther San Miguel
Klasse bis 77 kg

## Kanu
- Kanurennsport

Männer
- David Cal (Silber )
Einer-Kanadier 500 m und 1000 m
- Saúl Craviotto (Gold )
Zweier-Kajak 500 m
- Carlos Pérez (Gold )
Zweier-Kajak 500 m

Frauen
- Teresa Portela
Einer-Kajak 500 m
Vierer-Kajak 500 m
- Beatriz Manchón
Zweier-Kajak 500 m
Vierer-Kajak 500 m
- Sonia Molanes
Zweier-Kajak 500 m
Vierer-Kajak 500 m
- Jana Šmidáková
Vierer-Kajak 500 m
- Kanuslalom

Männer
- Ander Elosegi
Einer-Canadier
- Guillermo Díez-Canedo
Einer-Kajak

Frauen
- Maialen Chourraut
Einer-Kajak

## Leichtathletik
| Disziplin         | Männer                                                         | Frauen                                                            |
| ----------------- | -------------------------------------------------------------- | ----------------------------------------------------------------- |
| 100 m             | Ángel David Rodríguez                                          |                                                                   |
| 200 m             | Ángel David Rodríguez                                          |                                                                   |
| 800 m             | Manuel Olmedo Antonio Manuel Reina Miguel Quesada              |                                                                   |
| 1500-Meter-Lauf   | Juan Carlos Higuero Arturo Casado Reyes Estévez                | Iris Fuentes-Pila Natalia Rodríguez                               |
| 5000-Meter-Lauf   | Jesús España Alemayehu Bezabeh Alberto García                  | Dolores Checa                                                     |
| 10.000-Meter-Lauf | Juan Carlos de la Ossa Carlos Castillejo Ayad Lamdassen        | Isabel Checa                                                      |
| Marathon          | Julio Rey José Manuel Martínez José Ríos                       | Alessandra Aguilar Yesenia Centeno María José Pueyo               |
| 100 m Hürden      |                                                                | Josephine Onyia; 2016 wegen Dopings nachträglich disqualifiziert. |
| 110 m Hürden      | Jackson Quiñónez                                               |                                                                   |
| 400 m Hürden      |                                                                | Laia Forcadell                                                    |
| 3000 m Hindernis  | Rubén Palomeque José Luis Blanco Eliseo Martín                 | Marta Domínguez Rosa Morató Zulema Fuentes-Pila                   |
| 20 km Gehen       | Francisco Javier Fernández Juan Manuel Molina Benjamín Sánchez | María Vasco Beatriz Pascual María José Poves                      |
| 50 km Gehen       | Jesús Ángel García Mikel Odriozola Santiago Pérez              |                                                                   |
| Hochsprung        | Javier Bermejo                                                 | Ruth Beitia                                                       |
| Stabhochsprung    |                                                                | Naroa Agirre                                                      |
| Weitsprung        | Luis Felipe Méliz                                              | Concepción Montaner                                               |
| Dreisprung        |                                                                | Carlota Castrejana                                                |
| Kugelstoßen       | Manuel Martínez                                                | Irache Quintanal                                                  |
| Diskuswurf        | Mario Pestano Frank Casañas                                    |                                                                   |
| Hammerwurf        |                                                                | Berta Castells                                                    |
| Speerwurf         |                                                                | Mercedes Chilla                                                   |
| Zehnkampf         | David Gómez                                                    |                                                                   |

## Moderner Fünfkampf
- Jaime López
Männer

## Radsport

### Mountainbike
Männer
- Carlos Coloma
Cross Country
- José Antonio Hermida
Cross Country
- Iñaki Lejarreta
Cross Country

Frauen
- Marga Fullana
Cross Country

### Straßenrennen
Männer
- Alberto Contador
Straßenrennen
Einzelzeitfahren
- Óscar Freire
Straßenrennen
- Samuel Sánchez
Straßenrennen (Gold )
Einzelzeitfahren
- Carlos Sastre
Straßenrennen
- Alejandro Valverde
Straßenrennen

Frauen
- Anna Sanchis
Straßenrennen
- Marta Vilajosana
Straßenrennen

### Bahn
Verfolgung
- Sergi Escobar
Einzelverfolgung, Männer
Mannschaftsverfolgung, Männer
- Antonio Tauler
Einzelverfolgung, Männer
- Asier Maeztu
Mannschaftsverfolgung, Männer
- Antonio Miguel
Mannschaftsverfolgung, Männer
- Sebastián Muntaner
Mannschaftsverfolgung, Männer

Punktefahren
- Joan Llaneras
Punktefahren, Männer (Gold )
- Leire Olaberria
Punktefahren, Frauen (Bronze )

Madison
- Joan Llaneras und Antonio Tauler (Silber )

## Reiten
Dressur
- Jordi Domingo Coll
Einzel, Mannschaft
- Beatriz Ferrer-Salat
Einzel, Mannschaft
- Juan Manuel Muñoz
Einzel, Mannschaft

## Ringen
Männer
- Francisco Sanchez
- ;Freistil, Klasse bis 55 kg

Frauen
- Teresa Mendez
Freistil, Klasse bis 63 kg
- Maider Unda
Freistil, Klasse bis 72 kg

## Rudern
- Nuria Dominguez Asensio
Frauen, Einer

## Schießen
Männer
- Luis Martínez
Luftgewehr 10 m, Kleinkaliber liegend 50 m
- Juan José Aramburu
Skeet
- Mario Núñez
Skeet
- Alberto Fernández
Trap
- Jesús Serrano
Trap

Frauen
- Maria Pilar Fernandez
Luftgewehr 10 m, Sportpistole 25 m
- Sonia Franquet
Luftgewehr 10 m

## Schwimmen
| Disziplin           | Männer                           | Frauen                                                                       |
| ------------------- | -------------------------------- | ---------------------------------------------------------------------------- |
| 50 m Freistil       | Javier Noriega                   |                                                                              |
| 100 m Freistil      |                                  | María Fuster                                                                 |
| 200 m Freistil      |                                  | Melanie Costa                                                                |
| 400 m Freistil      |                                  | Erika Villaécija                                                             |
| 800 m Freistil      |                                  | Erika Villaécija                                                             |
| 1500 m Freistil     | Marcos Rivera                    |                                                                              |
| 100 m Rücken        | Aschwin Wildeboer                | Mercedes Peris Nina Schiwanewskaja                                           |
| 200 m Rücken        | Aschwin Wildeboer                | Lydia Morant Escarlata Bernard                                               |
| 100 m Brust         | Borja Iradier Melquíades Álvarez |                                                                              |
| 200 m Brust         | Melquíades Álvarez Sergio García | Mireia Belmonte                                                              |
| 100 m Schmetterling | Rafael Muñoz                     |                                                                              |
| 200 m Schmetterling | Javier Núñez                     | Mireia Belmonte                                                              |
| 200 m Lagen         | Brenton Cabello                  | Mireia Belmonte María Peláez                                                 |
| 400 m Lagen         | Javier Núñez                     | Mireia Belmonte                                                              |
| 4 × 200 m Freistil  |                                  | Arantxa Ramos Erika Villaécija María Fuster Melanie Costa Noemi Féliz García |
| 4 × 100 m Lagen     |                                  | Mireia Belmonte María Fuster Ángela San Juan Nina Schiwanewskaja             |
| 10 km               | Kiko Hervás                      | Yurema Requena                                                               |

### Synchronschwimmen
- Andrea Fuentes, Gemma Mengual
Duett (Silber )
- Alba María Cabello, Raquel Corral, Andrea Fuentes, Gemma Mengual, Thaïs Henríquez, Laura López, Gisela Morón, Irina Rodríguez, Paola Tirados
Mannschaft (Silber )

## Segeln
Männer
- Iván Pastor
Windsurfen
- Javier Hernández
Laser
- Onán Barreiros, Aarón Sarmiento
470er

Frauen
- Marina Alabau
Windsurfen
- Susana Romero
Laser Radial
- Laia Tutzo, Natalia Via-Dufresne
470er
- Mónica Azón, Sandra Azón, Graciela Prisionero
Yngling

Offen
- Rafael Trujillo
Finn
- Xabier Fernández, Iker Martínez
49er (Silber )
- Fernando Echávarri, Antón Paz
Tornado (Gold )

## Taekwondo
Männer
- Juan Antonio Ramos
Klasse bis 58 kg
- Jon García
Klasse über 80 kg

Frauen
- Rosana Simón
Klasse über 67 kg

## Tennis
Männer
- Nicolás Almagro
Einzel
- David Ferrer
Einzel
- Rafael Nadal
Einzel (Gold )
- Tommy Robredo
Einzel
- Nicolás Almagro, David Ferrer
Doppel
- Rafael Nadal, Tommy Robredo
Doppel

Frauen
- Nuria Llagostera Vives
Einzel
- Anabel Medina Garrigues
Einzel
- Carla Suárez
Einzel
- María José Martínez Sánchez
Einzel
- Nuria Llagostera Vives, María José Martínez Sánchez
Doppel
- Anabel Medina Garrigues, Virginia Ruano Pascual
Doppel (Silber )

## Tischtennis
Männer
- Alfredo Carneros
Einzel
- He Zhiwen
Einzel

Frauen
- Zhu Fang
Einzel
- Shen Yanfei
Einzel
- Galyna Dvorak Khasanova
Einzel

## Triathlon
Männer
- Javier Gómez Noya
- Iván Raña

Frauen
- Ana Burgos
- Ainhoa Murúa

## Turnen
| Männer           | Männer      | Männer         |
| ---------------- | ----------- | -------------- |
| Isaac Botella    | Kunstturnen |                |
| Manuel Carballo  | Kunstturnen |                |
| Gervasio Deferr  | Kunstturnen | Silber (Boden) |
| Rafa Martínez    | Kunstturnen |                |
| Sergio Muñoz     | Kunstturnen |                |
| Iván San Miguel  | Kunstturnen |                |
| Frauen           |             |                |
| Laura Campos     | Kunstturnen |                |
| Lenika de Simone | Kunstturnen |                |

### Rhythmische Sportgymnastik
- Almudena Cid
Einzel
- Bárbara González
Mannschaft
- Lara González
Mannschaft
- Isabel Pagán
Mannschaft
- Ana Pelaz
Mannschaft
- Verónica Ruiz
Mannschaft
- Elisabet Salom
Mannschaft

## Wasserball
- Iñaki Aguilar Vicente, Ángel Luis Andreo Gabán, Iván Gallego Vela, Javier García Gadea, Mario José García Rodríguez, Svilen Piralkov, David Martín Lozano, Marc Minguell Alférez, Guillermo Molina Ríos, Iván Ernesto Pérez Manzanares, Felipe Perrone Rocha, Ricardo Perrone Rocha, Xavier Vallès Trias

## Wasserspringen
- Javier Illana
Kunstspringen, Männer
- Jenifer Benítez
Kunstspringen, Frauen